# Harry Morris (football, 1897)
Pour les articles homonymes, voir Harry Morris et Morris.
David Hyman Morris (né le 25 novembre 1897 à Spitalfields, quartier de Londres, et mort le 1er décembre 1985 à San Mateo en Californie) est un joueur de football anglais qui évoluait au poste d'attaquant.
Morris est élu plus grand joueur de l'histoire de l'équipe de Swindon Town par un vote des supporters du club en 2013,,.

## Biographie

### Carrière de joueur

#### Début de carrière
Après avoir été repéré par Phil Kelso en marquant de nombreux buts pour son équipe locale de Vicar of Wakefield, du quartier de Hackney Marshes, David Morris, surnommé Abe Morris, signe en 1919 pour le club de Fulham, alors en D2.
Avec Fulham, il passe la plupart du temps à jouer avec l'équipe réserve (où il marque souvent), et ne dispute que 7 rencontres (pour 2 réalisations) jusqu'à son départ de Craven Cottage en 1921.
La même année, il rejoint le club de D3 de Brentford. Son club termine à la 9e place lors de sa saison 1921-22 (où il inscrit 17 buts en 39 matchs, puis 13 buts en 24 matchs la saison suivante). Il quitte pourtant Griffin Park en février 1923 (après avoir en tout marqué 30 buts en 63 rencontres disputées avec les Bees).
Morris reste en D3 mais part du côté de Millwall pour un transfert de 750 £. Il inscrit au total pour les Lions 30 buts en 76 matchs, parvenant à atteindre la deuxième division. Il quitte pourtant The Den en 1925.
Morris reste en D2 et rejoint ensuite l'équipe galloise de Swansea Town,, où il ne reste qu'une seule saison, avec seulement 9 rencontres disputées.

#### Swindon Town
Morris décide alors de revenir dans un club de D3 (en division sud), en signant pour le club de Swindon Town en juin 1926 pour 110 £. Il effectue de brillants débuts à County Ground, avec deux triplés lors de ses deux premiers matchs. Il marque également lors de ses deux matchs suivants et entre dans l'histoire du club en marquant lors de chacun de ses 4 premiers matchs (record égalé en septembre 2014 par Jonathan Obika). Sous la direction de Sam Allen, Morris finit la saison 1926-27 avec 48 buts en 43 rencontres (record du club qui tiendra jusqu'en 2014), mais des problèmes défensifs ne font finir l'équipe qu'à la 5e place du classement final,,. Il devient en outre le premier joueur de Swindon à inscrire un quintuplé (contre les londoniens de Queens Park Rangers). Il inscrit un second quintuplé lors d'un succès 5-1 contre Norwich City en avril 1930. Morris parvient également à inscrire au moins un but lors de 11 matchs consécutifs (19 buts inscrits au total).
Malgré aucun trophée remporté, Morris termine meilleur buteur du club lors de chacune de ses 7 saisons avec Swindon (18 triplés au total). Il termine également meilleur buteur du Championnat d'Angleterre D3, une première fois en 1926-27 (47 buts, 8e place du record du plus grand nombre de buts inscrits sur une saison de D3,) puis en 1927-28 (38 buts). 
Considéré comme trop vieillissant par le nouvel entraîneur Ted Vizard, Morris est ensuite laissé libre avant le début de la saison 1933-34. Au cours de ses 7 saisons passées avec Swindon, Morris a en tout inscrit 229 buts en 279 matchs (record actuel du club).

#### Fin de carrière
Morris reste tout de même en Division Three South en rejoignant Clapton Orient en 1933, où il inscrit 8 buts en 13 matchs en une seule saison.
Morris termine sa carrière avec le club amateur de Southern League du Cheltenham Town.
Il eut une courte expérience d'entraîneur à la fin des années 1930 en Suède à Göteborg.
En 1955, 22 ans après avoir quitté Swindon Town, Morris tente pour un temps de devenir le nouvel entraîneur du club, mais son offre est rejetée.

### Vie personnelle
Morris était juif pratiquant. Il acceptait néanmoins de disputer des matchs le samedi, mais refusait toutefois de jouer durant les jours sacrés du judaïsme des Yamim Noraïm (les jours redoutables).
Il commence ses études à Londres à la JFS (Jews' Free School) et fut un membre du Brady Street Boys' Club,.
Durant la Première Guerre mondiale, il sert pour Middlesex Regiment.
Il eut deux enfants (un fils Jack et une fille Estelle, morte à 8 ans de la polio en 1937) avec sa femme Edith.
Morris, sa femme et son fils émigrent brièvement à Göteborg en Suède, où Morris travaille au consulat britannique. Au moment du déclenchement de la Seconde Guerre mondiale en 1939 et de l'invasion de la Norvège par les nazis, Morris et sa famille, pour des raisons de sécurité en tant que juifs, restent en Suède (neutre durant le conflit). Grâce à son travail au consulat, Morris aide des prisonniers de guerre à s'échapper au Royaume-Uni.
La famille émigre aux États-Unis à New-York peu après la guerre (où lui et sa femme travaillent pour le British Information Services). Morris prend finalement sa retraite sur la côte ouest et s'installe à la fin de sa vie à San Mateo en Californie, où Edith meurt en 1984, suivie de Harry un an plus tard.

## Palmarès
| Swansea Town - Coupe d'Angleterre : - Finaliste : 1925-26. - Coupe du Pays de Galles : - Finaliste : 1925-26. |  | Swindon Town - Championnat d'Angleterre D3 : - Meilleur buteur : 1926-27 (47 buts) et 1927-28 (38 buts). |